# Bromopsis
Bromopsis là một chi thực vật có hoa trong họ Hòa thảo (Poaceae).

## Loài
Chi Bromopsis gồm các loài: